# Sokołów (gromada w powiecie kolbuszowskim)
Sokołów (od 1 I 1969 Sokołów Małopolski) – dawna gromada, czyli najmniejsza jednostka podziału terytorialnego Polskiej Rzeczypospolitej Ludowej w latach 1954–1972.
Gromady, z gromadzkimi radami narodowymi (GRN) jako organami władzy najniższego stopnia na wsi, funkcjonowały od reformy reorganizującej administrację wiejską przeprowadzonej jesienią 1954 do momentu ich zniesienia z dniem 1 stycznia 1973, tym samym wypierając organizację gminną w latach 1954–1972.
Gromadę Sokołów z siedzibą GRN w mieście Sokołowie (nie wchodzącym w jej skład; w obecnym brzmieniu Sokołów Małopolski) utworzono – jako jedną z 8759 gromad na obszarze Polski – w powiecie kolbuszowskim w woj. rzeszowskim na mocy uchwały nr 23/54 WRN w Rzeszowie z dnia 5 października 1954. W skład jednostki weszły obszary dotychczasowych gromad Turza (bez przysiółka Zalas), Wólka Sokołowska (bez przysiółka Rękaw i osiedla o powierzchni 1,35 km²) i Trzebuska (135 ha, bez przysiółka Zmysłów) ze zniesionej gminy Niwiska w tymże powiecie. Dla gromady ustalono 26 członków gromadzkiej rady narodowej.
31 grudnia 1964 do wsi Turza w gromadzie Sokołów włączono przysiółek Turza-Zalas o powierzchni 136 ha 12 a ze wsi Mazury w gromadzie Raniżów w tymże powiecie.
1 stycznia 1969 do gromady Sokołów włączono obszar zniesionej gromady Trzeboś w tymże powiecie, po czym gromadę Sokołów przemianowano na gromada Sokołów Małopolski.
Gromada przetrwała do końca 1972 roku, czyli do kolejnej reformy gminnej. 1 stycznia 1973 w powiecie kolbuszowskim reaktywowano gminę Sokołów Małopolski.